# Позив на инат
Позив на инат (такође argumentum ad odium) је логичка грешка у којој неко покушава да придобије некога за одређени предлог, користећи се осећањима горчине, ината или злурадости код друге стране:
- „Ако гласаш за мој предлог уместо за предлог особе XYZ, коначно ћеш му се осветити што ти је прегазио пса!"
- „Бил Гејтс је био зао према теби у школи. Стога не треба никада да купујеш Мајкрософтове производе."

Инат често може да води у нелогичне екстреме, и резултује врло лошим одлукама.